# Hrabstwo Sagadahoc
Hrabstwo Sagadahoc (ang. Sagadahoc County) – hrabstwo w stanie Maine w Stanach Zjednoczonych. Zostało założone w 1854 roku.

## Geografia
Obszar całkowity hrabstwa obejmuje powierzchnię 370,19 mil² (958,79 km²). Według szacunków United States Census Bureau w roku 2009 miało 36 391 mieszkańców. Jego siedzibą administracyjną jest Bath.

### Miasta
- Arrowsic
- Bath
- Bowdoin
- Bowdoinham
- Georgetown
- Phippsburg
- Richmond
- Topsham
- West Bath
- Woolwich

### CDP
- Bowdoinham
- Richmond
- Topsham